# دينو دا كوستا
دينو دا كوستا (1 أغسطس 1931 - 10 نوفمبر 2020)، هو لاعب ومدرب كرة قدم برازيلي، ولد في ريو دي جانيرو في البرازيل وتوفي في فيرونا إيطاليا. شارك مع منتخب إيطاليا لكرة القدم. أما مع النوادي، فقد لعب مع أتالانتا وبوتافوغو ريغاتاس وفيورنتينا ونادي أسكولي ونادي روما وهيلاس فيرونا ويوفنتوس.

## وصلات خارجية
- دينو دا كوستا على موقع قاعدة بيانات كرة القدم.إي يو (الإنجليزية)
- دينو دا كوستا على موقع ناشيونال فوتبول تيمز (الإنجليزية)
- دينو دا كوستا على موقع عالم كرة القدم.نت (الإنجليزية)